# 2-imidazolină
2-imidazolina (IUPAC: 4,5-dihidro-1H-imidazol) este un compus heterociclic, izomer de imidazolină, cu formula chimică C
3H
6N
2. Este una dintre cele mai comune imidazoline disponibile comercial, întrucât nucleul său se regăsește în unele produse farmaceutice. Mai este utilizată în sinteza organică și în cataliza omogenă.

## Obținere
Există mai multe metode de obținere a imidazolinelor, cea mai comună fiind condensarea 1,2-diaminelor (de exemplu, etilendiamină) cu nitrili sau esteri. Metoda bazată pe nitrili este o reacție Pinner ciclică ce necesită temperaturi înalte și catalizatori acizi.

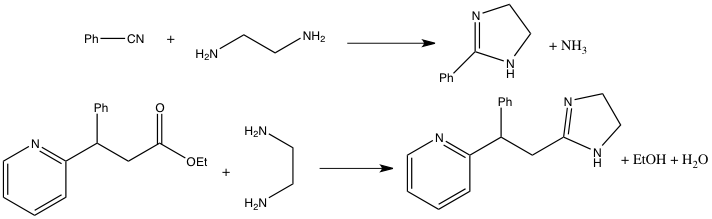
Sinteza imidazolinelor din nitrili și esteri.

## Proprietăți
Derivații de 2-imidazolină se pot dehidrogena cu obținerea unor derivați de imidazol.